# Henryk Michalak
Henryk Stanisław Michalak (ur. 19 stycznia 1947 w Karsznicach zm. 14 maja 1994 w Łodzi) – polski historyk, nauczyciel akademicki, polityk, przedsiębiorca, poseł na Sejm X kadencji.

## Życiorys
Urodził się w rodzinie kolejarza w Karsznicach. W 1966 ukończył Technikum Mechaniczne w Zduńskiej Woli. Następne 2 lata spędził w wojsku, odbywając zasadniczą służbę wojskową. Kolejne trzy lata (1968–1970) przepracował w Zakładach Przemysłu Bawełnianego w Zduńskiej Woli.
W 1975 ukończył studia historyczne na Uniwersytecie Łódzkim. Pracę magisterską dotyczącą krakowskiej szkoły historycznej i Józefa Szujskiego pisał pod kierunkiem profesor Krystyny Śreniowskiej. Również pod jej kierunkiem obronił pracę doktorską, której zmieniona wersja ukazała się drukiem (Józef Szujski 1835-1882. Światopogląd i działanie, Łódź 1987).

### Działalność naukowa
Po skończeniu studiów został zatrudniony na Uniwersytecie Łódzkim, gdzie pracował przez 18 lat. Od 1975 był asystentem w Zakładzie Nauk Pomocniczych Historii, po prawie 15 latach przeszedł do Katedry Historii Historiografii.
W pracy naukowej zajmował się historią historiografii, a w szczególności studiami nad osobą Józefa Szujskiego i krakowskiej szkoły historycznej. W ramach serii Klasycy Historiografii wydał opatrzone obszernym wstępem dzieło Józefa Szujskiego pt. O fałszywej historii jako mistrzyni fałszywej polityki. Prowadził także badania dotyczące dziejów polskiej myśli politycznej. W ramach specjalistycznego wydawnictwa (Dzieje polskiej myśli politycznej w czasach nowożytnych i najnowszych Cz. I, Łódź 1984) opublikował syntetyczną pracę dotyczącą polskiej myśli politycznej wśród pozytywistów, konserwatystów po powstaniu styczniowym, działaczy Hotelu Lambert i w ramach emigracyjnych obozów politycznych. Był również współautorem związanej z Łodzią publikacji z dziejów gospodarki, zatytułowanej Łódzkie Zakłady Graficzne 1912–1987 (Łódź 1987). Przygotował też do druku Pamiętnik Juliusza Walewskiego oraz opracował naukowo pracę Vladimira Dedijera Sarajewo 1914, wydaną w 1984 przez Wydawnictwo Łódzkie. Napisał i opracował łącznie ponad 50 publikacji i artykułów, w tym liczne zamieszczane na łamach „Nowych Książek” recenzje i omówienia.
Od połowy lat 80. przygotowywał pracę habilitacyjną pod tytułem Związki historiograficzne polsko-czeskie 1795–1914. Pełnił też obowiązki sekretarza naukowego Interdyscyplinarnego Zespołu Naukowego „3 Maja w tradycji i kulturze polskiej” (którego dziełem była publikacja poświęcona Konstytucji 3 maja z 1991) oraz Interdyscyplinarnego Zespołu Naukowo-Badawczego Metodologii Historii i Historii Historiografii. Po 1989 zawiesił zajęcia dydaktyczne, w lutym 1993 zrezygnował z pracy na uczelni.

### Działalność społeczna i polityczna
Przez kilka lat pełnił obowiązki zastępcy sekretarza i sekretarza zarządu Oddziału Łódzkiego Polskiego Towarzystwa Historycznego, był członkiem Okręgowego Komitetu Olimpiady Historycznej, współpracował z Łódzkim Towarzystwem Naukowym i Wydawnictwem Łódzkim.
W latach 1968–1971 należał do Polskiej Zjednoczonej Partii Robotniczej. W 1980 wstąpił do „Solidarności”, zajmował się kolportażem prasy podziemnej. Sprawował mandat posła na Sejm X kadencji z rekomendacji Komitetu Obywatelskiego przy Lechu Wałęsie, później należał do Unii Demokratycznej. Pracował w kilku komisjach sejmowych. Po zakończeniu pracy w parlamencie zajął się działalnością gospodarczą.
W 1970 otrzymał Brązowy Medal Za zasługi dla obronności kraju.
Zmarł na skutek pobicia, wobec niewykrycia sprawców postępowanie w tej sprawie zostało umorzone.

## Wybrane publikacje
- Józef Szujski 1835–1883. Światopogląd i działanie, Łódź: Wydawnictwo Łódzkie 1987.
- Łódzkie Zakłady Graficzne 1912–1987: przeszłość i teraźniejszość (współautorzy: Kazimierz Badziak, Marek Szukalak), Łódź: Wydawnictwo Łódzkie 1987.